# کالوجرووو (بابوشنیتسا)
کالوجرووو (به صربی: Kaluđerovo) یک منطقهٔ مسکونی در صربستان است که در Opština Babušnica واقع شده‌است. کالوجرووو ۲۷۳ نفر جمعیت دارد.